# Shiloh e il mistero del bosco
Shiloh e il mistero del bosco è un film del 2006 diretto da Sandy Tung e tratto dal romanzo Saving Shiloh di Phyllis Reynolds Naylor.